# Nycteola goniophora
Nycteola goniophora är en fjärilsart som beskrevs av Kovács 1954. Nycteola goniophora ingår i släktet Nycteola och familjen trågspinnare. Inga underarter finns listade i Catalogue of Life.